# Daniel Mullen
Daniel Mullen (Adelaide, 26 ottobre 1989) è un calciatore australiano, difensore del Campbelltown City.

## Carriera

### Club
Ha giocato nella prima divisione australiana.

### Nazionale
Nel 2009 ha partecipato al Mondiale Under-20 svoltosi in Egitto; nel medesimo anno ha anche giocato la sua unica partita in carriera con la nazionale maggiore australiana.

## Palmarès

### Club

#### Competizioni internazionali
- AFC Champions League: 1

Western Sydney Wanderers: 2014